# Clipart

Kufel piwa jako przykład clipartu

Clipart (czasem także clip art, clip-art lub klipart) – plik graficzny dołączany do dokumentu tekstowego jako ozdoba. Pliki takie można wstawiać z gotowych zbiorów oferowanych zwykle na licencji royalty free, rights managed lub jako domena publiczna czy Creative Commons. 
Cliparty mogą mieć zarówno formę mapy bitowej, jak i grafiki wektorowej. Najpopularniejsze formaty clipartów to między innymi: GIF, WMF, JPEG, PNG, TIFF, CDR, i SVG.
Clipartami są także nazywane wszystkie pliki multimedialne, w tym także dźwięki, filmy i animacje dołączane do pakietu Microsoft Office.